# Кульчитский, Лев Яковлевич
Лев Яковлевич Кульчитский (Кульчицкий) (20 февраля 1813 — 25 ноября 1873, Таганрог) — русский адмирал, таганрогский градоначальник.

## Биография
В кампании с 1848 по 1851 год командовал парусным транспортом «Цемес».
Служил Таганрогским градоначальником с 1868 по 1873 год.
Некоторое время возглавлял вольнонаёмную пожарную охрану Таганрога.
Похоронен в Таганроге, на Старом городском кладбище, в крипте кладбищенской Всехсвятской церкви.
На его мраморном надгробии имеется надпись:

«Здесь покоится прах Льва Яковлевича Кульчицкого. Родился в 1813 г. — скончался в 1873 г.»

## Награды
- Орден Святого Георгия 4-й степени (№ 9914; 7 апреля 1856).
- Также награждён другими орденами Российской империи.